# Aanhouding bij Goejanverwellesluis

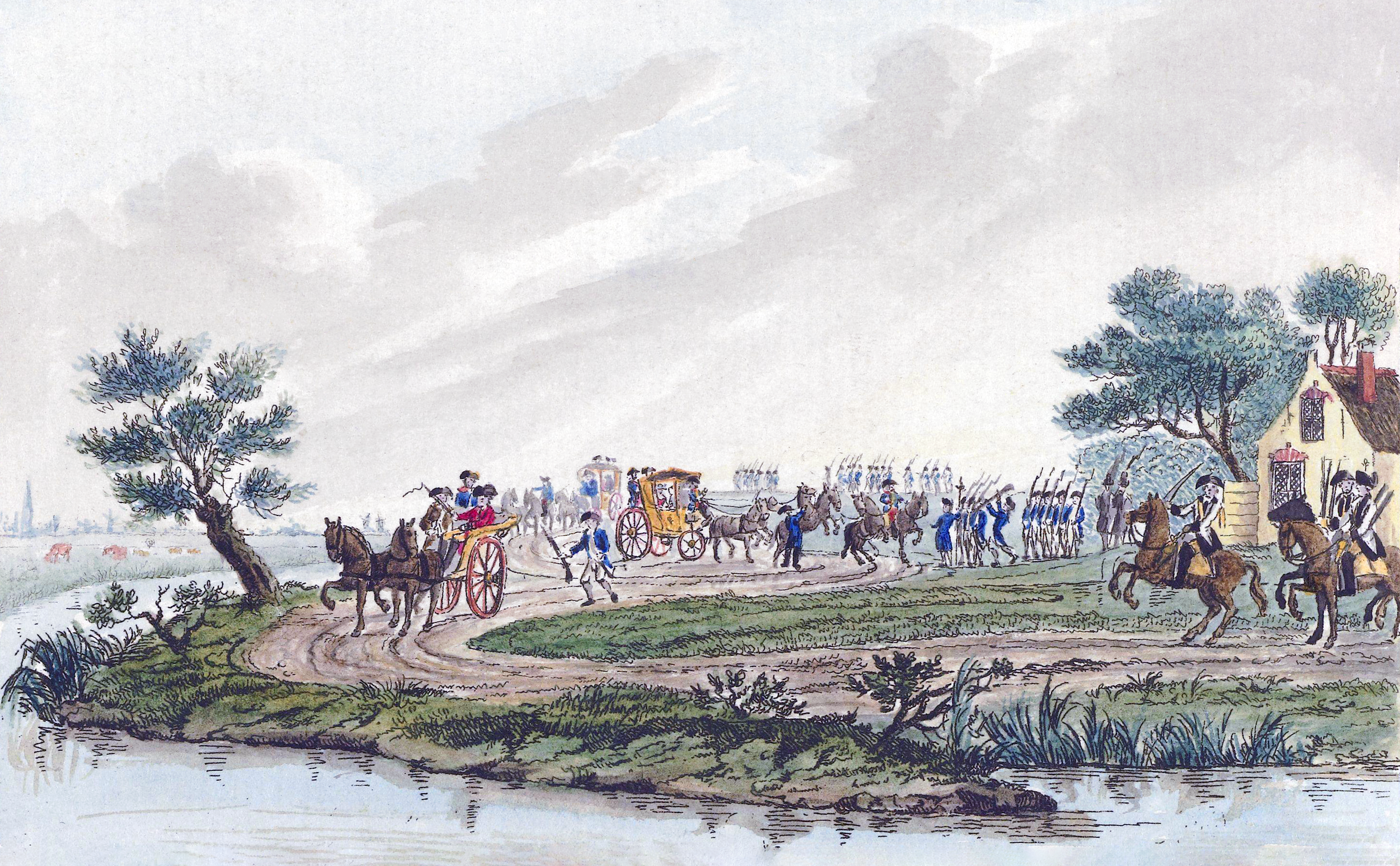
De daadwerkelijke aanhouding van prinses Wilhelmina in de Vlist (ets van Matthias de Sallieth naar Karel la Fargue)

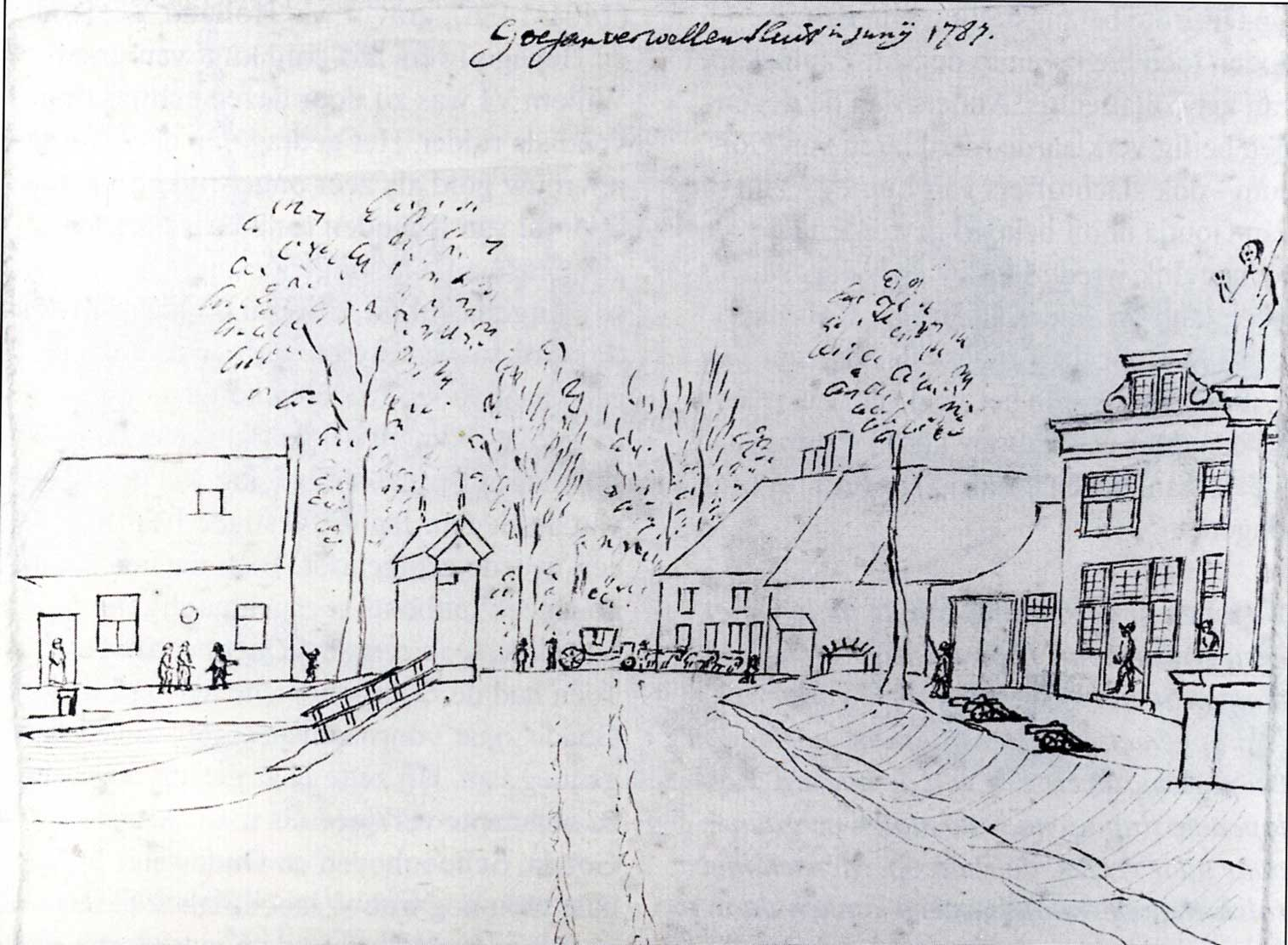
Situatieschets Goejanverwellesluis, eigenhandig getekend door de commandant van het Goudse vrijkorps, Cornelis Johan de Lange van Wijngaarden

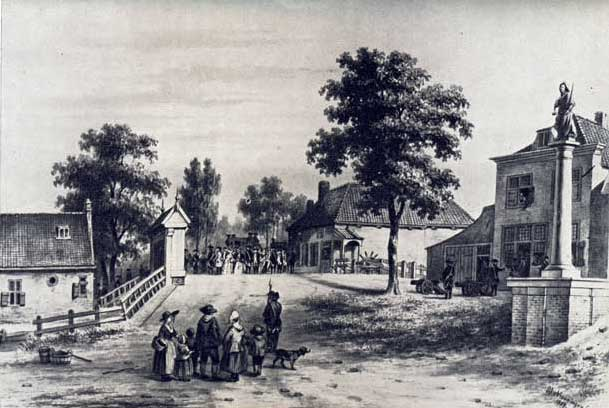
De aankomst van prinses Wilhelmina bij Goejanverwellesluis getekend door Dirk Johannes van Vreumingen (1818-1897)

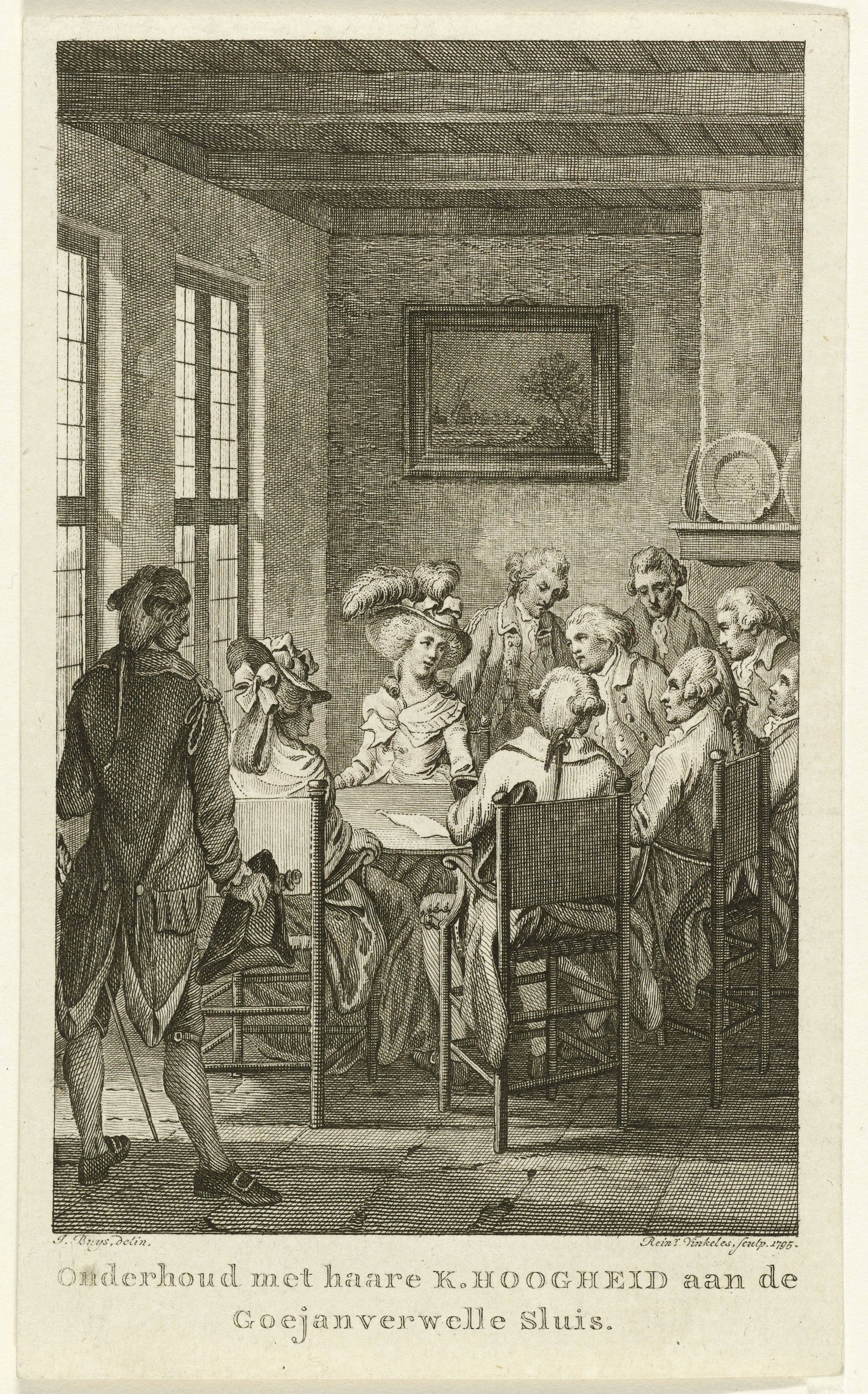
Onderhoud met Wilhelmina van Pruisen aan de Goejanverwelle Sluis

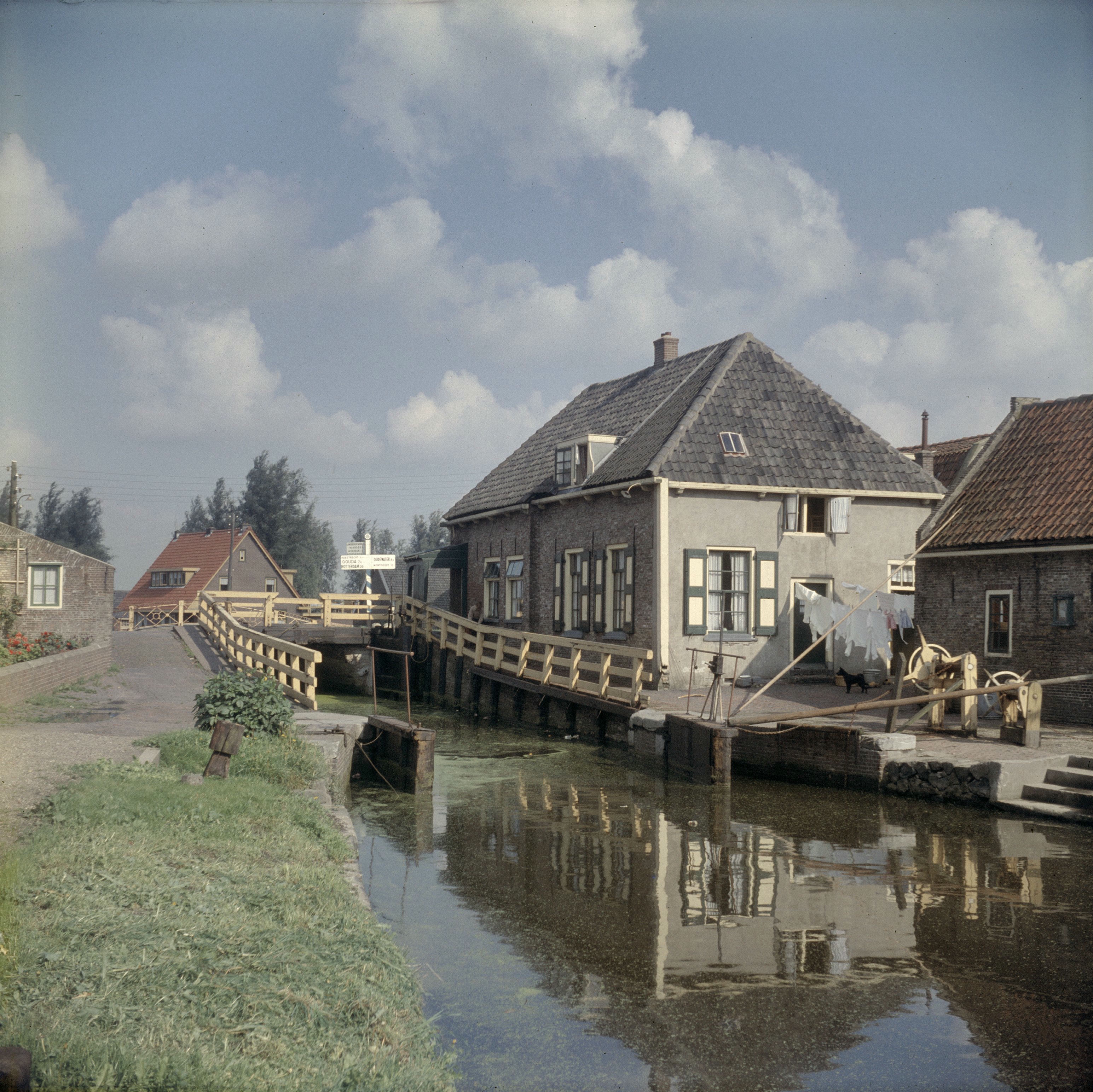
Goejanverwellesluis in 1958

De aanhouding bij Goejanverwellesluis is een gebeurtenis die plaatsvond op 28 juni 1787. Dit gebeurde op het hoogtepunt van de strijd tussen de Patriotten en Orangisten.
Wilhelmina van Pruisen, de vrouw van stadhouder Willem V, was op die dag op weg naar Den Haag om de Staten van Holland te bewegen haar verdreven echtgenoot naar Den Haag terug te laten keren. Om dit te voorkomen hielden Patriotten uit Gouda haar tegen. De aanhouding was de directe aanleiding voor haar broer, Frederik Willem II van Pruisen om de republiek binnen te vallen en dit leidde weer tot de val van de Patriotten.
De aanhouding vond overigens niet plaats in Goejanverwellesluis maar bij Bonrepas aan het riviertje de Vlist, aan de weg van Schoonhoven naar Haastrecht.

## Achtergrond: De Patriottenstrijd
Eind 18e eeuw ontstond in Nederland een beweging die, geïnspireerd door gebeurtenissen in de Verenigde Staten, democratisering eiste. Zij noemden zich na verloop van tijd de Patriotten. Deze Patriotten verzetten zich tegen de Nederlandse aristocratie met haar voorrechten en erfelijke ambten en dus ook tegen de Stadhouder en het stadhouderlijk stelsel. Daarnaast waren de meesten van hen ook anti-Engeland en pro-Frankrijk. Daar kwam nog bij dat stadhouder Willem V als een zwak leider werd gezien.
Van 1783 tot 1786 werden in het land zogenaamde exercitiegenootschappen opgericht. Dit waren plaatselijke burgerweerbaarheidsbewegingen waarbij burgers werden getraind in het hanteren van vuurwapens. In 1786 kwamen de exercitiegenootschappen bij elkaar in Utrecht en kwamen zij, ondanks interne verdeeldheid, overeen dat de vroedschappen (het stadsbestuur) niet meer door de stadhouder benoemd moesten worden maar door het plaatselijk exercitiegenootschap. De vroedschap van Utrecht werd op zeven leden na afgezet. Later gebeurde hetzelfde in Rotterdam en Amsterdam. Op 9 mei 1787 vond een gevecht plaats toen stadhouderlijke troepen probeerden om Utrecht terug te veroveren. Tegen deze tijd balanceerde Nederland op de rand van een burgeroorlog. Stadhouder Willem V was toen al verdreven uit Den Haag. De stadhouderlijke familie woonde daarom in Nijmegen.

## Aanleiding
Om het tij te keren vertrok Wilhelmina van Pruisen op 28 juni 1787 naar Den Haag om de Staten van Holland ertoe te bewegen haar man weer aan de macht te brengen en de orde te herstellen. Mogelijk wilde ze voorstellen dat ze een deel van zijn taken over zou nemen omdat hij daar zelf niet toe in staat werd geacht. Het Goudse vrijkorps vermoedde al dat ze voorbij zou komen. De voorman van de Goudse patriotten, Cornelis Johan de Lange, was op de hoogte gebracht via de vriend van het kamermeisje van de prinses die schriftelijk haar verloofde haar komst had aangekondigd. Bovendien waren er paarden besteld in Tiel, Nieuwpoort en Haastrecht.  Op paleis Huis ten Bosch in Den Haag waren levensmiddelen besteld: het was duidelijk dat er hoog bezoek op komst was.

## De aanhouding
Kapitein van Leeuwen van het Goudse vrijkorps had drie mannen opgesteld. Sergeant Adam Schouten hield de twee sjezen en een koets van het gezelschap van Prinses Wilhelmina 's middags tegen vier uur aan en waarschuwde zijn kapitein, dat de aanhouding had plaatsgevonden. Van Leeuwen besloot dat het gezelschap de reis kon voortzetten richting Haastrecht onder begeleiding van het Goudse detachement. Het gezelschap reed stapvoets door, maar op de IJsseldijk was ondertussen veel volk op de been om haar toe te juichen. Het vrijkorps kwam snel in actie en zette de weg naar links af, om een doortocht richting Den Haag onmogelijk te maken. In plaats daarvan werd de prinses richting Hekendorp gevoerd. Eenmaal daar overgezet bij de Goejanverwellesluis werd Wilhelmina naar de boerderij van Adriaan Leeuwenhoek overgebracht. Daar is het gezelschap van wijn, bier en tabak voorzien. De prinses, aanvankelijk zittend op een stapel kazen, kreeg bewaking mee toen ze naar het toilet moest en zal erg beledigd zijn geweest.
Omdat de boerderij geen geschikte plaats was om te overnachten, gaf de Commissie van Defensie, bij monde van Martinus van Toulon, burgemeester en oud-baljuw van Gouda, haar de keus door te rijden om te overnachten in het Kasteel van Woerden of terug te keren naar Schoonhoven. De prinses gaf te kennen liever terug te rijden dan kans te lopen opgesloten te worden in de kerkers en vertrok kort na tien uur, nadat de burgemeesters van Schoonhoven op de hoogte waren gebracht van haar komst. Cornelis Johan de Lange van Wijngaarden, commandant van het vrijkorps van Gouda, begeleidde haar naar de pont. Na twee dagen wachten op antwoord keerde de prinses onverrichter zake terug naar Nijmegen.

## Gevolgen
Dit incident vormde de directe aanleiding voor de Pruisische inval in de Republiek. Frederik Willem II van Pruisen schoot zijn zuster Wilhelmina te hulp en eiste genoegdoening (satisfactie) van het gewest Holland. Nadat een groot leger van 20.000, of 26.000, een enkele auteur beweert zelfs 30.000 goedgetrainde Pruisische soldaten onder leiding van de hertog van Brunswijk de rust herstelde in de rebellerende steden, keerde het stadhouderlijk paar naar 's-Gravenhage terug en was de Oranjerestauratie een feit.
Ter herinnering aan de bezetting van de Republiek der Zeven Verenigde Nederlanden in 1787  werd een jaar later, in opdracht van Frederik Willem II van Pruisen, in Berlijn de nieuwe Brandenburger Tor gebouwd. Het beeld op het gebouw, een quadriga (tweewielige wagen met vier paarden), een beeldhouwwerk van Johann Gottfried Schadow, is een symbolische verbeelding van de gevoerde strijd door het Pruisische leger.